# 彭謙 (嘉靖進士)
彭谦，号茭东，直隶溧阳县人。明朝政治人物。

## 生平
正德十一年（1516年）丙子科應天鄉試舉人，嘉靖二十三年（1544年）甲辰科进士，观政工部。事后，辅臣翟銮二子俱登科，为言官论劾，五人因此削籍，彭谦即在其中。
工诗文书法，有《茭东集》。今溧阳大石山存有其“登龙山”摩崖石刻。